# Vranješina
Vranješina su naseljeno mjesto u sastavu općine Konjic, FBiH, BiH.

## Povijest
Vranješina je bivše naselje-zimovalište obitelji Perića, koji su ljeti, od Blagovijesti do Svih Svetih, obitavali na Seljanima. Vranješinski kraj je bio nekad bogat različitim vrstama dobra i kvalitetna voća i povrća, koje su uzgajal i obrađivali mještani. Danas je Vranješina zarastao kraj.
Vranješina pripada rimokatoličkoj župi Uznesenja BDM u Nevesinju.
U Seljanima je podignuta grobljanska kapelica u čast sv. Ivana Krstitelja 1972. godine. Crkvica je podignuta radom majstora Ivana Pavlovića sa Seljana i darom iseljenika iz Kanade. Podignuta je za mjesta: Kruševljane, Dramiševo, Seljane i Vranješinu. U velikosrpskoj agresiji 1992. godine teško je oštećena. Godine 2003. obnovljena i blagoslovljena.
Drugi svjetski rat bio je vrlo tegobno razdoblje za Hrvate nevesinjske župe. Mnogi su otišli, već 1941. planištarima je opao broj, a kobne 1942. slijedi krvavo opadanje i propadanje. Već od siječnja četnički pohodi okrvavili su Neretvu, u koje su četnici u prvom pohodu bacali ljude, žene i djecu, ubijene i žive koje su onda s obale puškom gađali. Preživjele su spasili muslimani kroz čija ih je sela Neretva nosila. Zbog višekratnog četničkoga koljačkog pohoda nevesinjska župa izgubila je oko 300 članova. Godina 1942. bila je osobito teška za katolike u Borču, kad ih je mnogo ubijeno, nestalo i izbjeglo kao posljedica četničko-partizanskog pohoda.
20. ožujka 1943., 4. i 6. bataljun 1. proleterske udarne brigade 1. proleterske udarne divizije NOVJ u području sela Krupca i Vranješine i brda Javorke razbili su Stolačku i Bilećku četničku brigadu i 4. bataljun Mostarske četničke brigade i zauzeli selo Ulog.
Dosta preživjelih se 1946. godine vratilo na svoja imanja, no snažni pritisci učinili su da su napustili svoju djedovinu i raselili se diljem svijeta.
U poraću je tako val iseljavanja zahvatio čitav ovaj kraj, no odseljenici su održavali cijelo vrijeme vezu s rodnim krajem.

## Religija
U Vranješini se nalazi katoličko groblje i jednostavna grobljanska kapelica. Misa se služi nedjeljom po Ivandanu i također uza Sve Svete i Dušni dan.

## Vanjske poveznice
- Župa Uznesenja BDM, Nevesinje Vranješina: sv. Misa i blagoslov polja u mjesnom groblju, 26. lipnja 2011.
- Župa Uznesenja BDM, Nevesinje Sveta Misa na groblju Vranješina, 27. lipnja 2010.
- Župa Uznesenja BDM, Nevesinje Groblje Vranješina, 27. lipnja 2010.
- Župa Uznesenja BDM, Nevesinje Vranješina
- Župa Uznesenja BDM, Nevesinje Vranješina - spomen pokojnicima na mjesnome groblju, 30. listopada 2010.
- Župa Uznesenja BDM, Nevesinje Spomen pokojnicima na groblju Vranješina, 30. listopada 2010.